# クラウドクリエイティブスタジオ
株式会社クラウドクリエイティブスタジオ（英: CLOUD CREATIVE STUDIOS, INC.）は、ゲームソフトの企画・開発を事業内容とする日本の企業である。

## 概要
2011年2月、株式会社SNKプレイモア（現：SNK (2001年設立の企業)）にて『THE KING OF FIGHTERS XII』『THE KING OF FIGHTERS XIII』のプログラマー兼ディレクターを担当していた秦泉寺章夫が起業・設立。秦泉寺は前職のSNKプレイモア時代よりプログラマーとしてゲーム開発に携わっており、NEOGEO オンラインコレクションの開発や中国向けオンラインゲームなどオンラインに特化した開発を得意としていた。
2011年の設立当初よりUnity (ゲームエンジン)を使用し、サーバーと連携したスマホアプリやゲーム開発を行っていたが、オンラインに強いという強みを活かし、コンシューマーゲームなどの開発でもリアルタイム通信プログラムを受託することが多くなった。

## 開発タイトル
| 発売日         | タイトル                                                                     | プラットフォーム                                                                       | 発売元                             | 備考                                     |
| -------------- | ---------------------------------------------------------------------------- | -------------------------------------------------------------------------------------- | ---------------------------------- | ---------------------------------------- |
| 2012年10月9日  | ギルティドラゴン 罪竜と八つの呪い（サービス終了）                            | iOS/Android                                                                            | バンダイナムコエンターテインメント | 担当：通信プログラム                     |
| 2012年10月25日 | DrawMite（サービス終了）                                                     | iOS/Android                                                                            | クラウドクリエイティブスタジオ     |                                          |
| 2013年9月30日  | 死神メサイア（サービス終了）                                                 | iOS/Android                                                                            | サイバーコネクトツー               | 担当：通信プログラム                     |
| 2014年1月28日  | フルボッコヒーローズ（サービス終了）                                         | iOS/Android                                                                            | ドリコム                           | 担当：プログラム協力                     |
| 2014年1月30日  | 戦略凸破★バトルオブエンジェル                                                | iOS/Android                                                                            | フリュー                           | 担当：プログラミング全般                 |
| 2014年3月25日  | リトルテイルストーリー                                                       | iOS/Android                                                                            | サイバーコネクトツー               | 担当：通信プログラム、プログラム（UI）   |
| 2015年3月25日  | とびだせ！モンスター劇団（サービス終了）                                     | iOS/Android                                                                            | サイバード (企業)                  | 担当：通信プログラム、サーバー開発・運用 |
| 2015年9月25日  | ガルズモンズ（サービス終了）                                                 | iOS/Android                                                                            | ポノス (企業)                      | 担当：通信プログラム、サーバー開発・運用 |
| 2015年12月17日 | ジョジョの奇妙な冒険 アイズオブヘブン                                        | PlayStation 3 PlayStation 4                                                            | バンダイナムコエンターテインメント | 担当：リアルタイム通信プログラム         |
| 2016年1月17日  | .hack//New World（サービス終了）                                             | iOS/Android                                                                            | バンダイナムコエンターテインメント | 担当：通信プログラム                     |
| 2016年2月4日   | NARUTO -ナルト- 疾風伝 ナルティメットストーム4                               | PlayStation 4 Microsoft Windows                                                        | バンダイナムコエンターテインメント | 担当：リアルタイム通信プログラミング     |
| 2016年3月30日  | 神姫PROJECT                                                                  | iOS/Android                                                                            | テクロス                           | 担当：ゲームプログラム                   |
| 2016年5月1日   | DEAD CITY（サービス終了）                                                    | iOS/Android                                                                            | クラウドクリエイティブスタジオ     |                                          |
| 2016年8月8日   | ねこび〜と♪（サービス終了）                                                  | iOS/Android                                                                            | クラウドクリエイティブスタジオ     |                                          |
| 2017年2月2日   | NARUTO -ナルト- 疾風伝 ナルティメットストーム4 ROAD TO BORUTO                | PlayStation 4 Microsoft Windows Xbox One                                               | バンダイナムコエンターテインメント | 担当：リアルタイム通信プログラム         |
| 2017年7月27日  | NARUTO－ナルト－ 疾風伝 ナルティメットストームトリロジー                     | PlayStation 4                                                                          | バンダイナムコエンターテインメント | 担当：リアルタイム通信プログラム         |
| 2017年8月19日  | 妖怪探偵倶楽部                                                               | V-REVOLUTION                                                                           | クラウドクリエイティブスタジオ     |                                          |
| 2017年8月19日  | 脱出大作戦！～豪華客船から宝石を奪え！～                                     | V-REVOLUTION                                                                           | クラウドクリエイティブスタジオ     |                                          |
| 2017年8月25日  | DEATH・GAME                                                                  | V-REVOLUTION                                                                           | クラウドクリエイティブスタジオ     |                                          |
| 2017年8月26日  | SUPERSTAR SMTOWN                                                             | iOS/Android                                                                            | ポノス                             | 担当：プログラム移植                     |
| 2017年9月13日  | キングスナイト -Wrath of the Dark Dragon（サービス終了）                     | iOS/Android                                                                            | スクウェア・エニックス             | 担当：サーバー開発・運用                 |
| 2017年9月17日  | DEATH・GAME2                                                                 | V-REVOLUTION                                                                           | クラウドクリエイティブスタジオ     |                                          |
| 2017年11月2日  | ドラゴンクエスト ライバルズ                                                  | iOS/Android Microsoft Windows Nintendo Switch                                          | スクウェア・エニックス             | 担当：ゲームデザイン協力                 |
| 2017年11月29日 | シノビマスター 閃乱カグラ NEW LINK                                           | iOS/Android                                                                            | マーベラス (企業)                  | 担当：サーバー開発・運用                 |
| 2018年4月26日  | NARUTO－ナルト－ 疾風伝 ナルティメットストームトリロジー for Nintendo Switch | Nintendo Switch                                                                        | バンダイナムコエンターテインメント | 担当：リアルタイム通信プログラム         |
| 2018年4月26日  | トリプルモンスターズ（サービス終了）                                         | iOS/Android                                                                            | ブシロード                         | 担当：サーバー開発・運用                 |
| 2018年6月20日  | 京刀のナユタ（サービス終了）                                                 | iOS/Android                                                                            | ポノス                             | 担当：サーバー開発・運用                 |
| 2018年12月1日  | On the Edge                                                                  | V-REVOLUTION                                                                           | クラウドクリエイティブスタジオ     |                                          |
| 2019年6月17日  | DINOSAUR                                                                     | Airsoft Shooter                                                                        | クラウドクリエイティブスタジオ     |                                          |
| 2019年6月17日  | ExterminationZ                                                               | Airsoft Shooter                                                                        | クラウドクリエイティブスタジオ     |                                          |
| 2019年6月17日  | TANGO DOWN -THE SNIPER-                                                      | Airsoft Shooter                                                                        | クラウドクリエイティブスタジオ     |                                          |
| 2019年12月5日  | ヴァンガード ZERO                                                            | iOS/Android                                                                            | ブシロード                         | 担当：サーバー開発・運用                 |
| 2020年1月16日  | ドラゴンボールZ カカロット                                                   | PlayStation 4 Xbox One Microsoft Windows Steam Nintendo Switch                         | バンダイナムコエンターテインメント | 担当：UIプログラム                       |
| 2020年4月22日  | NARUTO－ナルト－ 疾風伝 ナルティメットストーム4 ROAD TO BORUTO for Switch    | Nintendo Switch                                                                        | バンダイナムコエンターテインメント | 担当：リアルタイム通信プログラム         |
| 2021年10月14日 | 鬼滅の刃 ヒノカミ血風譚                                                      | PlayStation 4 PlayStation 5 Xbox Series X/S Xbox One Microsoft Windows Nintendo Switch | アニプレックス                     | 担当：リアルタイム通信プログラム         |